# The Kirishima Thing
Pour plus de détails, voir Fiche technique et Distribution.
The Kirishima Thing (桐島、部活やめるってよ, Kirishima, bukatsu yamerutteyo) est une comédie dramatique japonaise réalisée par Daihachi Yoshida et sortie en 2012. Le scénario est inspiré du roman Kirishima, bukatsu yamerutteyo de Ryo Asai (ja).

## Fiche technique
- Titre : The Kirishima Thing
- Titre original : 桐島、部活やめるってよ (Kirishima, bukatsu yamerutteyo)
- Réalisation : Daihachi Yoshida
- Scénario : Kōhei Kiyasu et Daihachi Yoshida d'après le roman de Ryo Asai
- Musique : Tatsuo Kondō
- Photographie : Ryūto Kondō
- Montage : Mototaka Kusakabe
- Production : Yōko Edami, Kazuhisa Kitajima et Takahiro Satō
- Société de production : Ax-On, NTT Docomo, Nippon Television Network, Showgate et WOWOW
- Pays :  Japon
- Genre : Drame
- Durée : 103 minutes
- Dates de sortie : 
  -  Japon : 11 août 2012

## Distribution
- Ryūnosuke Kamiki : Ryoya Maeda
- Ai Hashimoto : Kasumi Higashihara
- Suzuka Ōgo : Aya Sawashima
- Masahiro Higashide : Hiroki Kikuchi
- Kurumi Shimizu : Mika Miyabe
- Mizuki Yamamoto : Risa
- Mayu Matsuoka : Sana
- Motoki Ochiai : Ryuta
- Kōdai Asaka : Tomohiro
- Tomoya Maeno : Takefumi
- Nobuyuki Suzuki : Kubo
- Takemi Fujii : Shiori
- Taiga : Fuusuke
- Isao Enomoto : Hino
- Hideto Iwai : Katayama
- Shigeru Oxe